# Shorea almon
Shorea almon (tiếng Anh thường gọi là Light Red Meranti, Philippine Mahogany, hoặc White Lauan) là một loài thực vật thuộc họ Dipterocarpaceae. Loài này có ở Malaysia và Philippines.